# Festival de la chanson de Saint-Ambroise
Le Festival de la chanson de Saint-Ambroise est un concours national de chansons francophones créé en 1992. La 26e édition aura lieu du 14 au 19 août 2017.

## Description
La première édition du Festival a eu lieu en 1992 à l’Amphithéâtre Marcel Claveau du Complexe Socio-Culturel de Saint-Ambroise au Saguenay-Lac-Saint-Jean. Le festival inclut un volet de formation et d'ateliers pour les jeunes participants.
Le porte-parole du festival est Jérôme Couture, originaire de la région du Saguenay-Lac-Saint-Jean.

## Lauréats notoires
- 2003 : Marc-André Fortin
- 2003 : Stéphane Paquette
- 2001 : Amélie Veille
- 1999 : Jean Sébastien Lavoie
- 1997 : Louis-Philippe Hébert
- 1996 : Daniel Boucher
- 1996 : Jean-François Breau
- 1995 : Annie Villeneuve
- 1995 : Suzie Villeneuve